# Mahave
Mahave es un despoblado situado en Camprovín, en la Rioja Alta (España). A lo largo de la historia ha sido la residencia del Barón de Mahave